# Star Trek: Generations
Para ver otros usos de Star Trek, ver Star Trek (desambiguación).
Star Trek: Generations (conocida en Hispanoamérica como Viaje a las estrellas: generaciones y en España como Star Trek: la próxima generación) es una película de ciencia ficción estadounidense, la séptima ubicada dentro del universo ficticio de Star Trek creado por Gene Roddenberry. Es la primera película protagonizada por el elenco de Star Trek: The Next Generation, junto con los integrantes de la serie original William Shatner, James Doohan y Walter Koenig y la incorporación de Malcolm McDowell también protagonizando. En la película, el Capitán Jean-Luc Picard del USS Enterprise -D une fuerzas con el Capitán James T. Kirk para evitar que el villano Tolian Soran destruya un sistema planetario en su intento de regresar a un reino extradimensional conocido como Nexus.
Generations fue concebido como una transición del elenco original de las películas de Star Trek al elenco de The Next Generation. Después de desarrollar varias ideas cinematográficas al mismo tiempo, los productores eligieron un guion escrito por Ronald D. Moore y Brannon Braga. La producción comenzó mientras se realizaba la última temporada de la serie de televisión. El director fue David Carson, quien anteriormente dirigió episodios de la serie de televisión; La fotografía fue realizada por el recién llegado a la franquicia John A. Alonzo. El rodaje tuvo lugar en los lotes de Paramount Studios y en locaciones del Parque Estatal Valley of Fire, Nevada, y Lone Pine, California. El clímax de la película fue revisado y vuelto a filmar luego de la mala recepción por parte de las audiencias de prueba. La película utiliza una mezcla de efectos ópticos tradicionales junto con imágenes generadas por computadora y fue compuesta por el compositor habitual de Star Trek, Dennis McCarthy.
Star Trek Generations se estrenó en los Estados Unidos el 18 de noviembre de 1994. Paramount promocionó la película con vínculos de comercialización, incluidos juguetes, libros, juegos y un sitio web, el primero en una película importante. La película se estrenó en lo más alto de la taquilla de Estados Unidos en su primera semana de estreno y recaudó un total de 118 millones de dólares en todo el mundo. La recepción de la crítica fue mixta, dividida en cuanto a los personajes de la película y su comprensibilidad para un espectador ocasional. Le siguió Star Trek: Primer contacto en 1996.

## Argumento
El USS Enterprise-B, clase Excelsior refaccionado, al mando del capitán John Harriman está a punto de zarpar en su viaje inaugural. Al evento se presentan James T. Kirk, Montgomery Scott y Pavel Chekov. Durante el viaje inaugural son requeridos para ayudar a un convoy de naves que se hallan atrapadas en un cinturón de energía. Debido a la inexperiencia del capitán, Kirk decide ayudar pero aparentemente es dado por muerto al ser destruida la cubierta donde se hallaba por una ráfaga de energía.
Ochenta años después, el Enterprise-D al mando de Jean-Luc Picard acoge a un científico llamado Doctor Soran, que sobrevivió a un ataque de dos hermanas mercenarias klingon ya aparecidas en varios capítulos de la serie Next Generation en su estación. Sin embargo, desconocen que Soran tiene el plan de usar un proyectil para destruir una estrella, jugar con las fuerzas cósmicas y traer así de vuelta al mismo cinturón de energía de hace ochenta años, conocido como el NEXUS, que según Guinan te traslada a un lugar donde todos los sueños se vuelven realidad y al cual Soran anhela volver para tener a su familia muerta por los Borg. Al tratar de detenerlo, Picard también es atraído al Nexus, mientras el Enterprise aterriza y choca en el planeta, para luego ser destruido, junto al planeta; en esa línea de tiempo todos mueren. Picard se ve rodeado de una supuesta familia y luego de salir de la sorpresa y ensoñación, halla ahí a Kirk, quien no había muerto y también vive su propio sueño. Logra convencerlo de retroceder en el tiempo para derrotar a Soran, y así lo hacen. Kirk muere en la pelea. Al volver Picard, se entera de que el USS Enterprise quedó inservible luego de una batalla con una Ave de Presa klingon y estrellarse en el planeta y debe ser abandonado. La acción general se sitúa hacia el año 2371 (fecha estelar: 48632.4). La acción en la secuencia inicial del Enterprise-B se sitúa hacia el año 2293 (fecha estelar 9715.5).

## Intérpretes
| Personaje                           | Intérpretes      | Doblaje español       | Doblaje mexicano        |
| ----------------------------------- | ---------------- | --------------------- | ----------------------- |
| Capitán Jean Luc Picard             | Patrick Stewart  | Ernesto Aura          | Blas García             |
| Comandante William Riker            | Jonathan Frakes  | Manolo García         | Pedro D'Aguillón Jr.    |
| Teniente Comandante Data            | Brent Spiner     | Ricky Coello          | Humberto Vélez          |
| Teniente Comandante Geordi La Forge | LeVar Burton     | Luis Posada           | Sergio Gutiérrez Coto   |
| Teniente Comandante Worf            | Michael Dorn     | Miguel Ángel Jenner   | Miguel Ángel Ghigliazza |
| Dra. Beverly Crusher                | Gates McFadden   | María Luisa Solá      | Rebeca Manríquez        |
| Consejera Deanna Troi               | Marina Sirtis    | M. Carmen Alarcón     | ¿?                      |
| Dr. Tolian Soran                    | Malcolm McDowell | Camilo García         | ¿?                      |
| Capitán John Harriman (Enterpise B) | Alan Ruck        | Juan Antonio Bernal   | Raúl de la Fuente       |
| Alférez Demora Sulu                 | Jacqueline Kim   | Alicia Laorden        | ¿?                      |
| Guinan                              | Whoopi Goldberg  | María Dolores Gispert | ¿?                      |
| Almirante James T. Kirk             | William Shatner  | Constantino Romero    | Carlos Becerril         |
| Capitán Montgomery Scott «Scotty»   | James Doohan     | Antonio Crespo        | ¿?                      |
| Comandante Pavel Chekov             | Walter Koenig    | Juan Fernández        | ¿?                      |

## Producción
A comienzos de 1993, Rick Berman solicitó desarrollar una película de Star Trek: The Next Generation. Dos guiones diferentes fueron escritos, uno por Maurice Hurley quien había trabajado en la segunda temporada de TNG, y el otro por Ronald D. Moore y Brannon Braga, quienes habían escrito conjuntamente varios episodios de la serie. El último guion fue elegido finalmente.
Leonard Nimoy desistió de participar en la película, y DeForest Kelley no estaba disponible debido a problemas de salud. Sus líneas como Spock y McCoy fueron modificadas para James Doohan y Walter Koenig, como Scotty y Chekov.
El trabajo de producción comenzó inmediatamente después de finalizada The Next Generation. Durante la película, los nuevos uniformes utilizados en Star Trek: Deep Space Nine fueron usados por primera vez por varios tripulantes, con algunos personajes usando al principio de la película los viejos, y luego los nuevos.

## Estreno y Recepción
El 18 de noviembre de 1994 fue el estreno de la película, con una recaudación de 75.67 millones de dólares en Estados Unidos, y mundialmente alcanzó los 118.10 millones de dólares. El presupuesto para la película fue de 35 millones de dólares aproximadamente.
La premier en Latinoamérica se llevó a cabo en la Ciudad de México el sábado 22 de abril de 1995 en el cine Diana.
Aunque la película se desempeñó relativamente bien internacionalmente a diferencia de las anteriores películas de Star Trek, la recaudación en Estados Unidos fue vista como decepcionante para algunos, debido al marketing que acompañó al film y la impresionante recaudación de la primera semana que ascendió a los 23.12 millones de dólares.

## DVD y VHS
La película salió por primera vez en formato DVD el 17 de noviembre de 1998. Previamente, el 6 de febrero de 1996, había salido a la venta en VHS.
EL 28 de septiembre de 2004 Paramount lanzó una Edición Especial de Colección presentada en 2 DVD. El primero contenía la película junto con comentarios de Branon Braga, Ronald D. Moore, Michael y Denise Okuda. El film estaba presentado en formato Widescreen y sonido Dolby Digital 5.1 y DTS. El segundo de los DVD contiene material adicional como: El Universo de Star Trek, Producción, Efectos Visuales, Reconstrucción de Escenas, Escenas eliminadas y Archivos.